# 코넬리우스 키피
코넬리우스 키피(영어: Cornelius Keefe, 1900년 7월 13일 ~ 1972년 12월 11일)는 미국의 배우이다. 보스턴에서 태어났으며 로스앤젤레스에서 사망하였다.

## 영화
- 더 브레인 이터스 (1958년)
- 데이 멧 인 봄베이 (1941년)
- 역마차 (1939년)
- 홍콩 나이츠 (1935년)
- 밀고자 (1935년)